# 丸木政臣
丸木 政臣（まるき まさおみ、1924年10月10日 - 2013年6月6日）は、日本の教育評論家・歌人。和光学園園長。熊本県生まれ。

## 略歴
熊本師範学校（現、熊本大学教育学部）卒業。学徒出陣で熊本陸軍予備士官学校入校後、砲兵科に配属。鹿児島県知覧の特攻隊の警備隊に見習士官として配属される。吹上浜の原隊に戻り、沖縄米軍の上陸作戦に備えて準備中に終戦を迎え、九死に一生を得る。丸木の平和教育の原点はこの体験にある。復員後、しばらくは実家の農業を手伝い、その後熊本大学教育学部附属中学校教諭となる（社会科担当）。1952年「血のメーデー」に参加した。1955年、和光学園に赴任。1968年、和光学園校長に就任。1991年校長職を辞任、園長になる。2000年、広島大学よりペスタロッチ教育賞を授与される。2005年「世田谷・九条の会」呼びかけ人となる。西田敏行、山田洋次、黒柳徹子らと共に「平和のための戦争展」（日本中国友好協会主催）の呼びかけ人を務めていた。
2013年、肺炎のため東京都調布市内の病院にて88歳で死去。

## 著書
- 『教育革命 和光学園校長の実践』1970 三省堂新書
- 『親と教師に訴える』あすなろ書房 1972
- 『真実の教育を求めて』あすなろ書房 1972
- 『若ものよ君らは 悩みをこえて生きることこそ』偕成社 1973 君たちの未来のために
- 『教育の原点を求めて』あすなろ書房 1974
- 『教師とはなにか』1975 青木現代叢書
- 『豊かな子どもを育てるしつけ』あすなろ書房 1975
- 『教育に人間を』民衆社 1978
- 『テレホン教育相談』新日本出版社 1978
- 『教育をつくる』民衆社 1980
- 『現代家庭と子育て』1981 新日本新書
- 『高校生になる君へ』民衆社 1981 手をつなぐ中学生の本
- 『そむかれん日の 丸木政臣のエッセイ』民衆社 1981
- 『人間と教育 丸木政臣対談集』星林社 1981
- 『教師今日も明日も 丸木政臣のエッセイ』民衆社 1982
- 『文化と教育 丸木政臣対談集』星林社 1983
- 『母しゃんの子守唄』講談社 1985
- 『もういじめられないんだ 子どもたちを「いじめ」の惨状からすくう』実業之日本社 1985 実日新書
- 『きみに贈ることば』民衆社 1987 手をつなぐ中学生の本
- 『いま沖縄をかんがえる 戦跡と基地の島』岩崎書店・少年文庫 1989
- 『沖縄 歌集』星林社 1989
- 『おとうと 歌集』星林社 1991
- 『学校が変わる日 和光学園からの提言』民衆社 1992
- 『わが教育の原点 こころのふるさと沖縄から』新日本出版社 1996
- 『あの「青空」をふたたび 教育基本法のこころ』1997 岩波ブックレット
- 『あの青空を 丸木政臣歌集』本の泉社 2002
- 『辛夷咲く庭』本の泉社 2002
- 『子どもを可能性としてみる』藤原書店 2004
- 『子どもたちのための明日』本の泉社 2006
- 『風の輝き』生活ジャーナル 2007
- 『丸木政臣教育著作選集』全5巻 澤田出版、2007

第1巻(教師・教育論)
第2巻(歴史教育論)
第3巻(子育て・家庭教育論)
第4巻(学校論)
第5巻(わが教育の原点)
- 『六月の風 エッセイ+短歌』生活ジャーナル 2009

## 共編著
- 『歴史教育と人間形成 変革をめざす歴史認識』家永三郎共著 明治図書出版 1958
- 『中学生・明日に生きるもの』石川清共著 東洋館出版社 1959
- 『教師たち 悩みと希望』永田時雄共著 筑摩書房 1962
- 『母と子の教育相談 児童篇／中学編／幼児篇』金沢嘉市共著 偕成社 1974
- 『生きる力になる教育 ある青年の進路をめぐって』山村隆,村瀬幸浩共著 昌平社 1976
- 『総合学習の探究』梅根悟,海老原治善共編 勁草書房 1977 教育改革シリーズ
- 『親のための教育学』全4巻 丸岡秀子共編集 ダイヤモンド社 1979
- 『子どもたちの四季 英伸三写真集』三省堂 1979
- 『潮風の季節 和光中学の教育記録 英伸三<教育>写真集』民衆社 1980
- 『今日の子どもと教育のゆくえ 現代非行と教科書問題』吉原公一郎共著 労働旬報社 1982
- 『非行克服のみち 人間教育の再生』能重真作共著 星林社 1982
- 『登校拒否 学校ぎらいの深層心理』金沢嘉市共編 労働旬報社 1983
- 『子育て子別れ わが人間論ノート』編 星林社 1984
- 『登校拒否を問いなおす』藤田恭平共編 星林社 1988
- 『和光小学校の生活べんきょう』行田稔彦共編著 民衆社 1990
- 『和光小学校の総合学習「沖縄」 私たちの沖縄体験』行田稔彦共編著 民衆社 1990
- 『和光小学校の総合学習の授業 つくる・育てる・調べ、考える子どもたち』行田稔彦共編著 民衆社 1990
- 『教育基本法の精神』大田尭,大槻健共著 労働旬報社 1997 メッセージ21
- 『21世紀の学校 和光教育の試み』編 星林社 1998
- 『ともにつくる総合学習 学校・地域・生活を変える』中野光,斎藤孝共編著 新評論 2001

## 関連人物
- 三枝成彰（作曲家、中学時代の担任が丸木）